# Hollow-mysteriet
Hollow-mysteriet (en.: The Hollow) er en kriminalroman fra 1946 af Agatha Christie, hvor opklaringen forestås af Hercule Poirot uden hjælp fra sin ven Arthur Hastings.

## Plot
Poirot inviteres til middag på Lady Angkatells landsted, men ved ankomsten finder han en række personer, der er samlet ved swimmingpoolen, hvor den berømte læge, John Christow, er dræbt af et pistolskud.
Lægens hustru, Gerda, står med en pistol i hånden, men det viser sig hurtigt, at denne pistol ikke er mordvåbenet. Poirot må derfor finde det rigtige mordvåben, inden han kan udpege den skyldige.
Sagen kompliceres af, at gerningsmanden får bistand til at sløre kendsgerningerne fra en helt uventet kant. Da Poirot opdager dette, anerkender han den pågældendes dygtighed. 
"C’est formidable!, mumlede han. De er en af de dygtigste modstandere, jeg nogensinde har haft, mademoiselle."
Naturligvis opklarer Poirot mordsagen, selv om han blev ført bag lyset af falske vidneudsagn. Han har dog endnu ikke afsløret pågældende, da han som en prøve bytter dennes kop te med den kop, som den mistænkte netop har skænket for sit næste offer. Poirot vælger denne løsning af hensyn til "den formidable kvinde", ligesom han lover at skjule resultatet af opklaringen for alle andre.. Officielt henlægges sagen med konklusionen, at den afdøde tog sit eget liv på grund af en depression.

## Anmeldelser
Bogen omhandler i højere grad end i Christies krimier generelt romantik og er ikke en typisk mordgåde. En kendt Christie -biografi betegner denne roman som mindre kompleks end flertallet af hendes plots  Offeret og hans forhold til familien og indtil flere elskerinder er hovedlinjen i romanen.

## Bearbejdning
Christie bearbejdede i 1951 denne roman til et teaterstykke, som havde premiere på The Arts Theatre i Cambridge den 5. februar samme år. Stykket blev den første egentlige teatersucces for Christie. 
The Hollow indgår i den TV-serie om Poirot, hvor David Suchet spiller hovedrollen. 

## Danske udgaver
- Carit Andersen; 1951.
- Carit Andersen (De trestjernede kriminalromaner, bd. 25); 1964.
- Forum Krimi (Agatha Christie, bd. 25); 1971
- Peter Asschenfeldts nye Forlag; 2000.